# Valur Reykjavík
Knattspyrnufélagið Valur Reykjavík ist ein Sportverein aus der isländischen Hauptstadt Reykjavík. Die Handballmannschaft der Männer ist isländischer Rekordmeister. Die Männerfußballmannschaft des Vereins spielt in der Besta deild, die Frauenfußballmannschaft in der Besta deild kvenna – jeweils der ersten isländischen Liga.

## Geschichte
Der Verein wurde am 11. Mai 1911 als ÍF KFUM Reykjavík gegründet; 1918 fusionierte er mit Voeringjar Reykjavík. Etwa zur gleichen Zeit wurde er in Valur umbenannt. Die erste Herrenmannschaft von Valur wurde 23-mal isländischer Fußballmeister (erstmals 1930) und gewann elfmal den isländischen Pokal (zuletzt 2016). Die Frauenmannschaft schied 2005 im Viertelfinale des UEFA-Pokalwettbewerbs gegen 1. FFC Turbine Potsdam aus. Von Mai bis Juli 2006 gab die deutsche Weltmeisterin Viola Odebrecht ein zweimonatiges Gastspiel bei der Valur-Frauenmannschaft, die zu dem Zeitpunkt ungefährdeter Tabellenführer der ersten isländischen Frauenliga war.
Neben dem Fußball hat der Verein auch eine Handball- und Basketballabteilung.

## Basketball
Die Basketballmannschaft der Männer gewann 1980 und 1983 die Landesmeisterschaft und spielt aktuell (Saison 2015/16) in der zweiten Liga (1. deild). Die erste Damenmannschaft konnte bisher nie die isländische Meisterschaft gewinnen und tritt aktuell in der ersten Liga (Úrvalsdeild) an.

## Handball

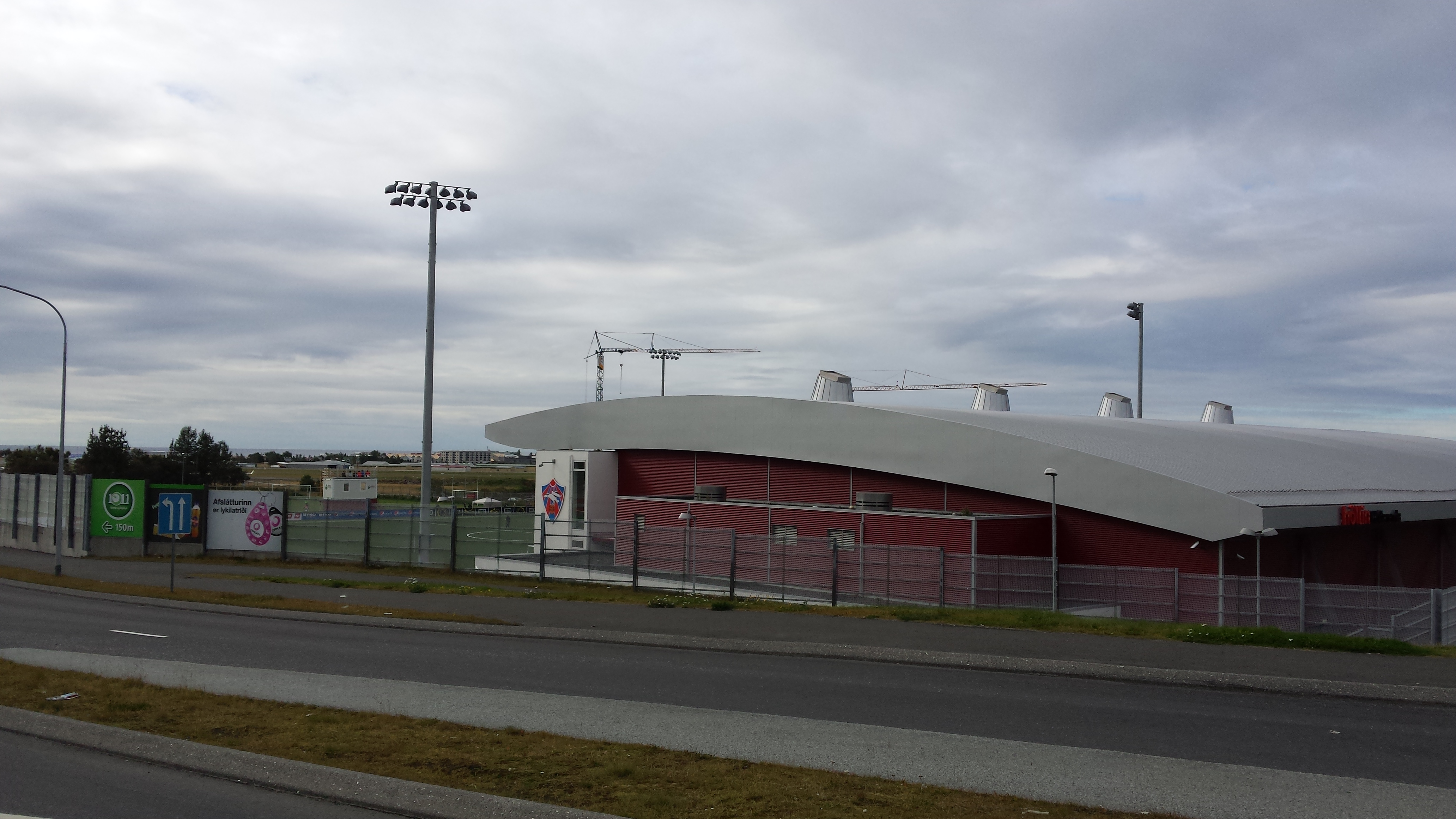
Valur Stadion: Hlíðarendi

Die Handballmannschaft der Männer ist isländischer Rekordmeister und gewann zwischen 1940 und 2023 insgesamt 25-mal die Landesmeisterschaft. Die erste Damenmannschaft konnte die Landesmeisterschaft zwischen 1962 und 2025 insgesamt 20-mal gewinnen, darunter elf Meistertitel bis 1975. Beide Mannschaften treten derzeit (Saison 2022/23) in der ersten Liga (Úrvalsdeild) an.
Die Männer gewannen 2024 als erstes isländisches Team einen Europapokal, als sie im EHF European Cup Olympiakos Piräus nach einem 30:26-Heimsieg und einer 27:31-Auswärtsniederlage mit 5:4 im Siebenmeterwerfen bezwangen. Ein Jahr später gewannen die Frauen mit dem EHF European Cup ebenfalls einen Titel auf europäischer Ebene.

## Erfolge
Fußball (Männer)
- Isländische Meisterschaft
  - Meister (23): 1930, 1933, 1935, 1936, 1937, 1938, 1940, 1942, 1943, 1944, 1945, 1956, 1966, 1967, 1976, 1978, 1980, 1985, 1987, 2007, 2017, 2018, 2020
- Isländischer Pokal
  - Sieger (11): 1965, 1974, 1976, 1977, 1988, 1990, 1991, 1992, 2005, 2015, 2016
- Atlantic Cup
  - Sieger (1): 2008